# 2005-ös Formula–1 olasz nagydíj
Az olasz nagydíj volt a 2005-ös Formula–1 világbajnokság tizenötödik futama, amelyet 2005. szeptember 4-én rendeztek meg az olasz Autodromo Nazionale Monzán, Monzában.

## Időmérő edzés
A két McLaren-Mercedes végzett az időmérő edzés élén Räikkönen-Montoya sorrendben, de a finn motorcsere miatt 10 helyes rajtbüntetést kapott. Räikkönen így a 11., Juan Pablo Montoya az 1., Alonso a 2. helyről indult.
| Helyezés | Versenyző            | Csapat/Motor      | Idő      | Különbség |
| -------- | -------------------- | ----------------- | -------- | --------- |
| 1        | Kimi Räikkönen*      | McLaren-Mercedes  | 1:20.878 | –         |
| 2        | Juan Pablo Montoya   | McLaren-Mercedes  | 1:21.054 | + 0.176   |
| 3        | Fernando Alonso      | Renault           | 1:21.319 | + 0.441   |
| 4        | Jenson Button        | BAR-Honda         | 1:21.369 | + 0.491   |
| 5        | Szató Takuma         | BAR-Honda         | 1:21.477 | + 0.599   |
| 6        | Jarno Trulli         | Toyota            | 1:21.640 | + 0.762   |
| 7        | Michael Schumacher   | Ferrari           | 1:21.721 | + 0.843   |
| 8        | Rubens Barrichello   | Ferrari           | 1:21.962 | + 1.084   |
| 9        | Giancarlo Fisichella | Renault           | 1:22.068 | + 1.190   |
| 10       | Ralf Schumacher      | Toyota            | 1:22.266 | + 1.388   |
| 11       | David Coulthard      | Red Bull-Cosworth | 1:22.304 | + 1.426   |
| 12       | Jacques Villeneuve   | Sauber-Petronas   | 1:22.356 | + 1.478   |
| 13       | Christian Klien      | Red Bull-Cosworth | 1:22.532 | + 1.654   |
| 14       | Mark Webber          | Williams-BMW      | 1:22.560 | + 1.682   |
| 15       | Felipe Massa         | Sauber-Petronas   | 1:23.060 | + 2.182   |
| 16       | Antônio Pizzonia     | Williams-BMW      | 1:23.291 | + 2.413   |
| 17       | Tiago Monteiro       | Jordan-Toyota     | 1:24.666 | + 3.788   |
| 18       | Robert Doornbos      | Minardi-Cosworth  | 1:24.904 | + 4.026   |
| 19       | Narain Karthikeyan   | Jordan-Toyota     | 1:25.859 | + 4.981   |
| 20       | Christijan Albers    | Minardi-Cosworth  | 1:26.964 | + 6.086   |

* Kimi Räikkönen tízhelyes rajtbüntetést kapott motorcsere miatt, így a tizenegyedik rajtkockából kezdhette meg a versenyt.

## Futam
Montoya gumiproblémái ellenére is győzni tudott Fernando Alonso és Giancarlo Fisichella előtt. A kolumbiai csapattársa, az egykiállásos taktikán lévő Räikkönen is gumiproblémákkal küszködött, ezért egy második kiállást is le kellett tudnia, így csak 4. lett és értékes pontokat veszített az éllovas Alonsóval szemben. A finnt Jarno Trulli, Ralf Schumacher, Antônio Pizzonia és Jenson Button követte a pontszerzők között. 1:21,504-del a finn autózta a leggyorsabb versenyben futott kört. A futam érdekessége, hogy mind a 20 versenyző célba ért.
| Helyezés | Rajtszám | Versenyző            | Csapat/Motor      | Futott kör | Idő/Kiesés oka | Rajthely | Pont |
| -------- | -------- | -------------------- | ----------------- | ---------- | -------------- | -------- | ---- |
| 1        | 10       | Juan Pablo Montoya   | McLaren-Mercedes  | 53         | 1h14:28.659    | 1        | 10   |
| 2        | 5        | Fernando Alonso      | Renault           | 53         | + 2.479        | 2        | 8    |
| 3        | 6        | Giancarlo Fisichella | Renault           | 53         | + 17.975       | 8        | 6    |
| 4        | 9        | Kimi Räikkönen       | McLaren-Mercedes  | 53         | + 22.775       | 11       | 5    |
| 5        | 16       | Jarno Trulli         | Toyota            | 53         | + 33.786       | 5        | 4    |
| 6        | 17       | Ralf Schumacher      | Toyota            | 53         | + 43.925       | 9        | 3    |
| 7        | 8        | Antônio Pizzonia     | Williams-BMW      | 53         | + 44.643       | 16       | 2    |
| 8        | 3        | Jenson Button        | BAR-Honda         | 53         | + 1:03.635     | 3        | 1    |
| 9        | 12       | Felipe Massa         | Sauber-Petronas   | 53         | + 1:15.413     | 15       |      |
| 10       | 1        | Michael Schumacher   | Ferrari           | 53         | + 1:36.070     | 6        |      |
| 11       | 11       | Jacques Villeneuve   | Sauber-Petronas   | 52         | + 1 kör        | 12       |      |
| 12       | 2        | Rubens Barrichello   | Ferrari           | 52         | + 1 kör        | 7        |      |
| 13       | 15       | Christian Klien      | Red Bull-Cosworth | 52         | + 1 kör        | 13       |      |
| 14       | 7        | Mark Webber          | Williams-BMW      | 52         | + 1 kör        | 14       |      |
| 15       | 14       | David Coulthard      | Red Bull-Cosworth | 52         | + 1 kör        | 10       |      |
| 16       | 4        | Szató Takuma         | BAR-Honda         | 52         | + 1 kör        | 4        |      |
| 17       | 18       | Tiago Monteiro       | Jordan-Toyota     | 51         | + 2 kör        | 17       |      |
| 18       | 20       | Robert Doornbos      | Minardi-Cosworth  | 51         | + 2 kör        | 18       |      |
| 19       | 21       | Christijan Albers    | Minardi-Cosworth  | 51         | + 2 kör        | 20       |      |
| 20       | 19       | Narain Karthikeyan   | Jordan-Toyota     | 50         | + 3 kör        | 19       |      |

## A világbajnokság élmezőnyének állása a verseny után
| H  | Versenyzők         | Pont | H  | Konstruktőrök    | Pont |
| -- | ------------------ | ---- | -- | ---------------- | ---- |
| 1. | Fernando Alonso    | 103  | 1. | Renault          | 144  |
| 2. | Kimi Räikkönen     | 76   | 2. | McLaren-Mercedes | 136  |
| 3. | Michael Schumacher | 55   | 3. | Ferrari          | 86   |
| 4. | Juan Pablo Montoya | 50   | 4. | Toyota           | 78   |
| 5. | Jarno Trulli       | 43   | 5. | Williams-BMW     | 54   |

## Statisztikák
Vezető helyen:
- Juan Pablo Montoya: 53 (1-53)

Juan Pablo Montoya 6. győzelme, 12. pole-pozíciója, Kimi Räikkönen 13. leggyorsabb köre.
- McLaren 145. győzelme.